# بنو سلار
بنو سلار والمعروفين أيضا بـ بنو المرزبان أو بنو مسافر سلالة ديلمية مسلمة حكمت في أذربيجان وأران وتارم (الحاضرة أردبيل).

## النسب
يصل نسب بنو سلار أو بنو مسافر إلى جدهم الأكبر مسافر الشاري الغامدي، وهو من الخوارج، وقد خرج على الخليفة أبو العباس في أرمينيا. وهو ملك أذربيجان وأرمينيا. 

شجرة نسب بنو مسافر ويظهر فيها نسب بنو الرواد وشداد وصعلوك

## المصدر
1. 1 2  المستشرق زامباور (1400 هـ). معجم الأنساب والأسرات الحاكمة في التاريخ الإسلامي. بيروت: دار الرائد العربي - أخرجه زكي محمد حسن بك وحسن احمد محمود وآخرون. ص. 275. {{استشهاد بكتاب}}: تحقق من التاريخ في: |سنة= (مساعدة)
2. ↑  . الصحيفة القحطانية. سلطنة عمان: وزارة التراث والثقافة. 2009. ص. 157. {{استشهاد بكتاب}}: الوسيط |الأول= يفتقد |الأخير= (مساعدة)
3. ↑  عزام، (2003). العصر العباسي، ١٣٢ ھ/٦٥٦ م. دار أسامة للنشر والتوزيع،. مؤرشف من الأصل في 2022-01-12.
4. ↑  أبي محمد أحمد/ابن أعثم (1 يناير 2017). الفتوح 1-4 ج4. Dar Al Kotob Al Ilmiyah دار الكتب العلمية. مؤرشف من الأصل في 2022-01-12.
5. ↑  أبو المنذر سلمة بن أبراهيم الصحاري العوتبي، أبو المنذر. "أولاد الأزد". الأزد. عمان: وزارة التراث والثقافة في عمان. فمن غامد: مُسافر الشاري
6. ↑  ابن رزيق، ابن رزيق. حميد بن محمد (المحرر). في معرفة أنساب القحطانية. سلطنة عمان: وزارة التراث والثقافة. ص. 157.